# Sheldwich
Sheldwich är en ort och civil parish i grevskapet Kent i sydöstra England. Orten ligger i distriktet Swale, cirka 4 kilometer söder om Faversham och cirka 14 kilometer väster om Canterbury. Civil parishen hade 485 invånare vid folkräkningen år 2021.